# Бруннер, Парис
Парис Йозуа Бруннер (нем. Paris Josua Brunner; родился 15 февраля 2006, Дортмунд) — немецкий футболист, нападающий французского клуба «Монако».

## Клубная карьера
Выступал за юношеские команды клубов «Рот-Вайсс» и «Бохум». В 2020 году присоединился к футбольной академии клуба «Боруссия Дортмунд».

## Карьера в сборной
Выступал за сборные Германии до 16 и до 17 лет.
В 2023 году в составе сборной Германии до 17 лет принял участие в чемпионате Европы в Венгрии, в котором немцы одержали победу.

## Достижения
Сборная Германии (до 17 лет)
- Чемпион Европы до 17 лет: 2023
- Чемпион мира до 17 лет: 2023